# Lipănești
Lipănești è un comune della Romania di 5 227 abitanti, ubicato nel distretto di Prahova, nella regione storica della Muntenia. 
Il comune è formato dall'unione di 4 villaggi: Lipănești, Satu Nou, Șipotu, Zamfira.